# Nesameletidae
Nesameletidae is een familie van haften (Ephemeroptera).

## Geslachten
De familie Nesameletidae omvat de volgende geslachten:
- Ameletoides Tillyard, 1933
- Metamonius Eaton, 1885
- Nesameletus Tillyard, 1933